# Hans Bänninger
Hans Bänninger, švicarski hokejist, * 17. marec 1924, Švica, † 22. avgust 2007, Zürich, Švica. 
Bänninger je bil hokejist kluba Zürich SC Lions v švicarski ligi in švicarske reprezentance, s katero je nastopil na dveh olimpijskih igrah, kjer je osvojil eno bronasto medaljo, in več Svetovnih prvenstvih, na katerih je osvojil tri bronaste medalje.